# Susanna Clarke
Susanna Mary Clarke (1 de novembro de 1959) é uma escritora inglesa nascida em Nottingham, mais conhecida por sua obra de estreia, Jonathan Strange & Mr. Norrell (2004), ganhadora do Hugo Award como história alternativa.

## Carreira
Clarke começou Jonathan Strange em 1993 e nele trabalhou durante seu tempo livre. Na década seguinte, publicou contos ambientados no universo do livro, mas apenas em 2003 a editora Bloomsbury comprou o manuscrito do romance e começou a trabalhar na publicação do livro, que acabou sendo um best-seller.
Dois anos depois de seu primeiro livro, ela publicou a coleção de suas curtas histórias The Ladies of Grace Adieu and Other Stories (2006). Tanto o romance de Clarke quanto seus contos se passam na Inglaterra. Enquanto Strange é focado na relação de dois homens, Jonathan Strange e Gilbert Norrell, as histórias em seu outro livro focam-se no poder que mulheres ganham através da magia.

## Lista de obras
- Jonathan Strange e Mr. Norrell (2004)
- The Ladies of Grace Adieu and Other Stories (2006)
- Piranesi (2020)

## Prêmios
- Time's Best Novel of the Year (2004) [1]
- Hugo Award (2005) [2]
- British Book Awards Newcomer of the Year (2005)
- Mythopoeic Award for Adult Literature (2005)
- Locus Award for Best First Novel (2005)
- World Fantasy Award for Best Novel (2005)
- Women's Prize for Fiction (2021) [3][4]